# Albertus de Bichelingen
Albertus de Bichelingen OFM († 9. April 1371), auch Albertus von Beichlingen genannt, war Weihbischof in Würzburg und Minorit. Er wurde in der Barfüßerkirche zu Erfurt begraben.
Albertus stammt aus der Familie der Grafen von Bichelingen, einem thüringischen Adelsgeschlecht mit Sitz auf Schloss Beichlingen. 1567 erlosch die Familie in männlicher Linie.
Unter anderem ist belegt, dass er am 8. Juli 1357 die Kirche Sankt Martini zu Altendorf nach größeren Umbauten eingeweiht hat. Altendorf ist jetzt ein Stadtteil von Kelbra am Kyffhäuser, welches bis 1348 zur Grafschaft  Beichlingen gehörte, in jenem Jahre aber an die Hohnsteiner verkauft wurde.